# Holger Hansen
Pour les articles homonymes, voir Hansen.
Holger Hansen, né le 16 mai 1929 à Tågeby (Danemark) et mort le 3 mai 2015, est un homme politique danois, membre du parti Venstre, ancien ministre et ancien député au Parlement (le Folketing).

## Décoration
- 1975 : Ordre de Dannebrog